# Europa (mytologi)
För andra betydelser, se Europa (olika betydelser).

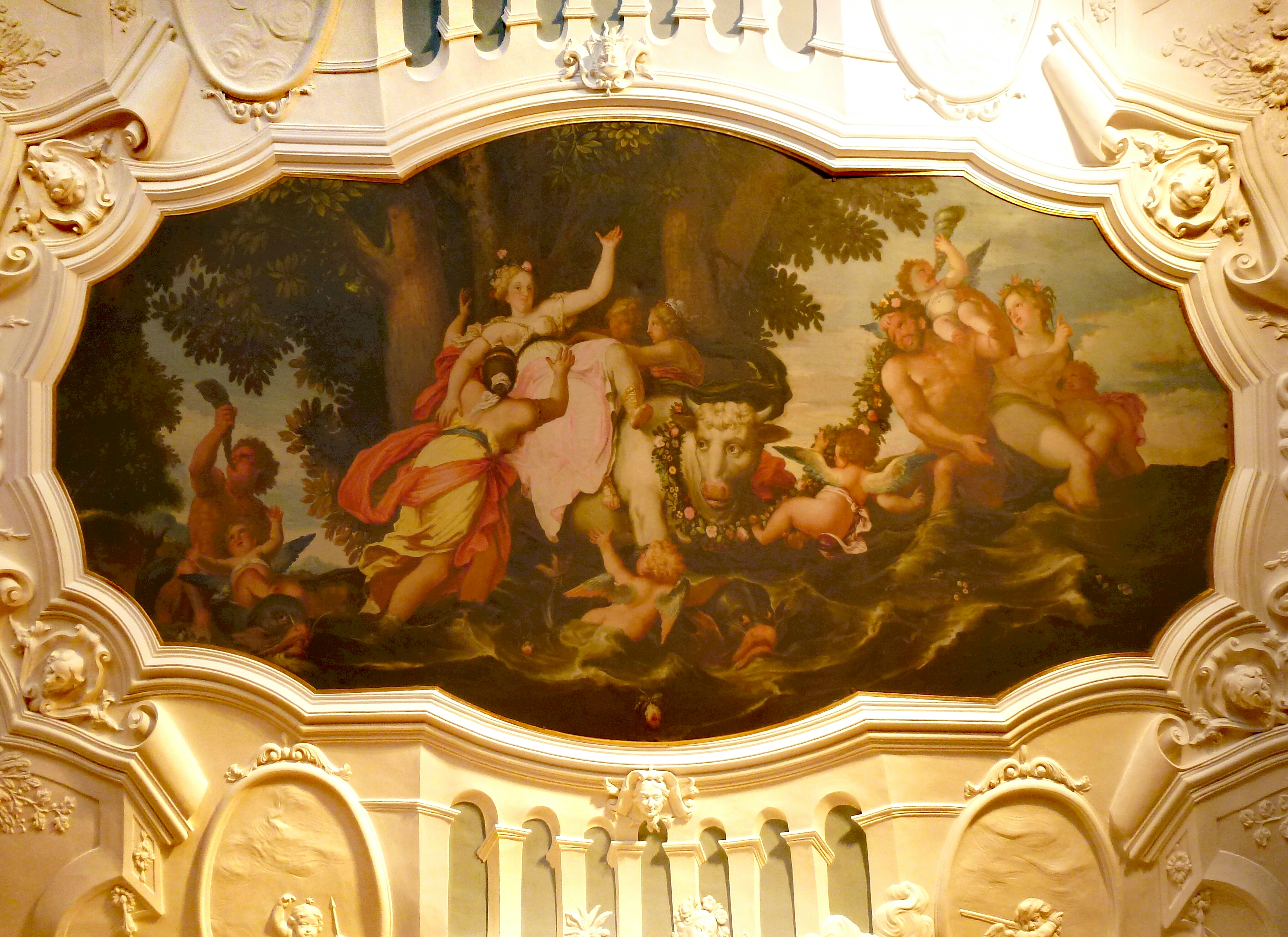
Plafondmålning i Eutins slott visande Europas bortrövande.

Europa (grekiska: Ευρώπη) var en fenicisk prinsessa i grekisk mytologi. 
Europa var i den vanligaste versionen av den grekiska mytologin dotter till kung Agendor, eller i vissa myter till kung Phenix av Fenicien. Hon blev som ung flicka förförd och sedan bortrövad av Zeus, som antagit tjurskepnad. Hon togs till ön Kreta, där hon blev mor till trillingarna Minos, Rhadamanthys och Sarpedon. För Homeros var Europa Kretas mytologiska drottning och hon var stammoder till dess kungar. Hon gifte sig senare med Astraios, som adopterade och uppfostrade hennes söner.

## Namnet Europa
Senare blev Europa ett begrepp för Greklands fastland, och runt 500 f.Kr. hade betydelsen sträckts till att inkludera även länderna norr om Grekland. Det finns olika hypoteser om varifrån namnet på kontinenten Europa ska avledas. Den grekiska termen Europa härleds från de grekiska orden för bred (jurys) och ansikte (ops). Bred har varit epitet för jorden själv i urindoeuropeiska religioner.
Enligt Herodotos version av grekisk mytologi var systrarna Europa och Asia i stället titaner och döttrar till havsgudomligheten Oceanus och dennes syster Tethys, symbolen för havets fruktsamhet.
Andra hävdar dock att ordet fått en överförd betydelse i grekiskan, och ursprungligen kommer från ett semitiskt ord, det vill säga det akkadiska ordet erebu, som betyder "solnedgång". Ur perspektiv från Mellanöstern går solen ned över Europa. Asien tros också komma från ett akkadiskt ord, asu, som betyder "soluppgång", då solen går upp i öst, ifrån det perspektivet i Asien.

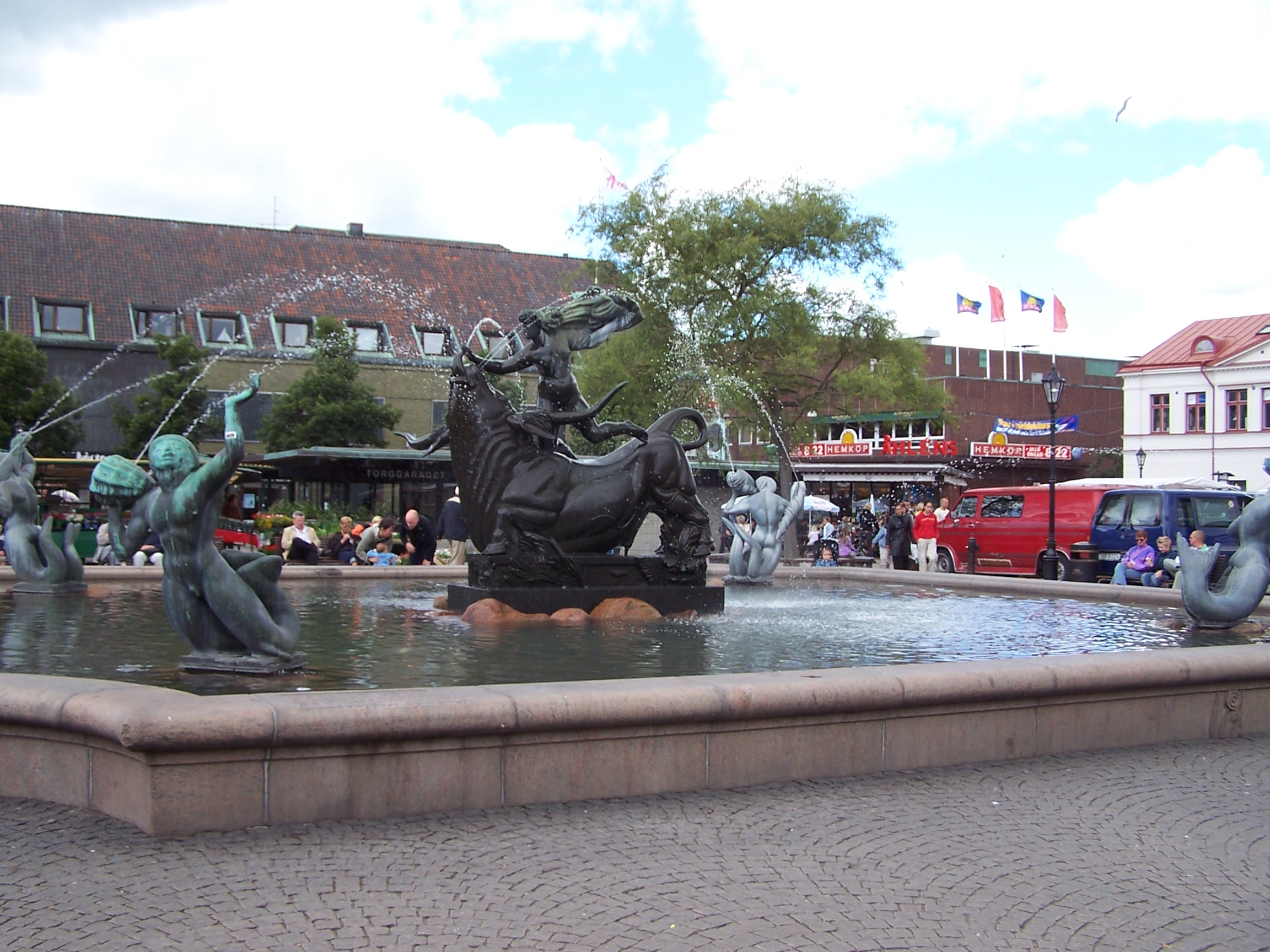
Europa och tjuren.
Halmstad

## Myten om Europas bortrövande
Kung Agenors dotter Europa var en dag ute med sina vänner på en äng nära havet där de plockade blommor. Guden Zeus fick då syn på henne och fylldes med en stark lidelse till flickan. Han intog skepnaden av en mycket vacker vit tjur som betade i närheten av prinsessan. När Europa fick syn på tjuren kunde hon inte stå emot frestelsen att gå fram till den och Zeus lockade henne att sätta sig på hans rygg. Först strövade han lugnt runt med henne på ängen men snart rusade han ut i havet med en förskräckt och hjälplös Europa på ryggen. Det sägs att han rusade över hela Europas kontinent (därav dess namn) innan han slutligen tog henne till Gortyn på ön Kreta. Där parade han sig med henne. Europa födde senare Zeus trillingsöner Minos, Radamanthys och Sarpedon. (Enligt Homeros var dock Sarpedon son till Zeus och Laodameia.)